# Johannes Hoffmann von Schweidnitz

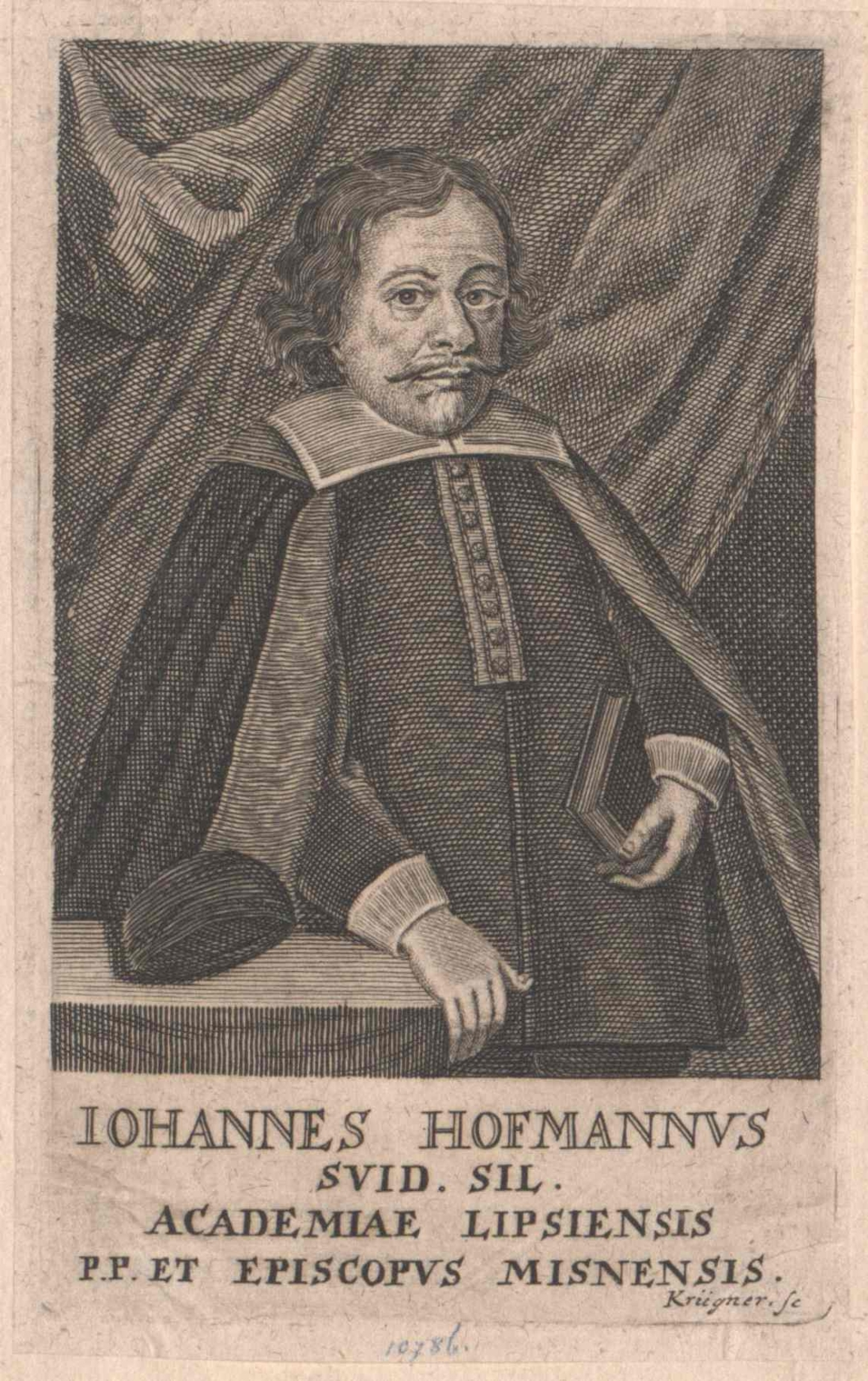
Johannes Hoffmann von Schweidnitz (1451)

Johannes Hoffmann von Schweidnitz, auch: Johann Hoffmann; lateinisch Johannes Hofmannus Swidnicensis, tschechisch Jan Hofman ze Svídnice (* um 1375 in Schweidnitz, Herzogtum Schweidnitz; † 15. April 1451 auf Burg Stolpen, Mark Meißen) war römisch-katholischer Theologe und Rektor der Universitäten von Prag und Leipzig sowie als Johannes IV. Bischof von Meißen.

## Leben
Hoffmann studierte ab 1393 an der für Schlesien zuständigen Prager Universität Theologie. 1396 wurde er Bakkalaureus, vier Jahre später Lizenziat. Wenig später erlangte er den Titel eines Magister artium. 1408 war er Dekan der Philosophischen Fakultät in Prag, sowie Rektor dieser Universität im schicksalhaften Jahr 1409. Nach dem Kuttenberger Dekret 1409 organisierte er mit Johannes Otto von Münsterberg den Auszug der deutschen Studenten aus der Universität Prag nach Leipzig. Sein Nachfolger als Rektor wurde Magister Jan Hus.
An der von ihm mitbegründeten Universität Leipzig war er Professor der Theologie im sog. Fürstenkolleg. Im Sommersemester 1413 wurde er zum Rektor der Universität gewählt. Um 1415 wurde Hoffmann daneben auch Kanoniker am Dom zu Meißen sowie Propst des Kollegiatstift zu Großenhain. Für seine Teilnahme am Konzil von Konstanz soll er dem Kloster Altzella die Stadt Nossen verkauft haben.
1422 verwirklichte er, nach dem Tode seines Freundes Johannes Otto von Münsterberg, in Leipzig die Stiftung eines Kollegiums „Unserer lieben Frau“ (später Frauenkollegium genannt) für schlesische Professoren.
1427 wurde er als Johannes IV. zum Bischof von Meißen gewählt. Auch in diesem Amt galt er als klug und umsichtig und führte das Bistum durch schwierige, von Hussiteneinfällen und geistigen Anfechtungen geprägten Zeiten. Er beendete den Exemtionsstreit mit dem Erzbistum Magdeburg, der seit 1400 bestand.
Seine philosophisch-theologischen Werke weisen ihn als papsttreuen Scholastiker und Gegner der Hussiten aus.
Er starb 1451 auf der Residenz der Bischöfe von Meißen, der Burg Stolpen, und liegt im Dom zu Meißen begraben. Seine Grabplatte aus Sandstein zeigt ihn auf einer Ritzzeichnung mit dem Krummstab und einer segnend erhobenen rechten Hand.

## Werke
- Quaestionum theologicarum cum solutionibus liber
- De missae officio et actionibus omnibus II. VI. ad Fridericum et Guilielmum fratres, Marchiones Misnenis